# Megachile chichimeca
Megachile chichimeca är en biart som beskrevs av Cresson 1878. Megachile chichimeca ingår i släktet tapetserarbin, och familjen buksamlarbin. Inga underarter finns listade i Catalogue of Life.